# Supertramp
Supertramp er et britisk art rock- og pop-band, som udgav en række populære album i 1970'erne. 
Blandt deres tidlige udgivelser var ambitiøse konceptalbum, men de er bedst kendt for deres senere, lidt Beatles-lignende popsange, deriblandt "Dreamer", "Goodbye Stranger", "Give a Little Bit" og "The Logical Song". På trods af deres høje placeringer på hitlisterne opnåede bandet aldrig stjernestatus hjemme i Storbritannien, men opnåede det i resten af Europa, Canada og USA.
Det blev bemærket, da de var på deres højeste, at Supertramp var den bedst sælgende gruppe i verden, hvis medlemmer kunne gå ned ad en hvilken som helst gade uden at blive genkendt. [kilde mangler]

## Historie
En hollandsk millionær ved navn Stanley August Miesegaes mødte den senere Supertramp-forsanger Rick Davies i München i 1969 hvor Davies spillede keyboard i et band kaldet The Joint. Efter at have hørt Davies spille, tilbød Miesegaes at støtte ham økonomisk, hvis han forlod The Joint og stiftede et nyt band. 
Med økonomisk støtte fra Miesegaes, brugte sanger og pianist Rick Davies avisannoncer til at samle en tidlig version af bandet i 1969, hvilket bragte sanger/guitarist og keyboardspiller Roger Hodgson om bord. De andre medlemmer af bandet i dets tidlige stadie var Richard Palmer (guitar, balalajka, sang) og Robert Millar (percussion, mundharmonika). Oprindeligt skulle Roger Hodgson synge og spille basguitar (og somme tider guitar, keyboard, cello og flageolet). 
Deres første album Supertramp blev, selvom det musikalsk var et meget interessant album, en kommerciel fiasko. Herefter ændrede Davies og Hodgson deres stil og besætning til det næste album. Frank Farrell (bas), Kevin Currie (percussion) og Dave Winthrop (fløjte og saxofon) erstattede Millar og Palmer, Roger Hodgson skiftede til guitar og det nye album Indelibly Stamped indeholdt rockede Beatles-lignende melodier, en mere kommerciel indfaldsvinkel og et iøjnefaldende cover. Supertramp havde etableret sig som et "kultband". 
Omsætningen var dog stadig ikke tilfredsstillende, hvilket fik Miesegaes til at forlade projektet og ændrede igen på bandets medlemmer. Hodgson og Davies var tilbage hvor de begyndte. Faktisk var Supertramp en kort overgang opløst.
Efter at være blevet overtalt til at fortsætte, påbegyndte Davies og Hodgson en omfattende søgning efter nye folk og fandt Dougie Thomson (bas), Bob Siebenberg (tromme) og John Helliwell (saxofon, andre træblæsere, lejlighedsvis keyboard, baggrundsvokal), som sammen med Davies og Hodgson er den gruppering som stod bag de mest kendte Supertramp-album.
Crime of the Century, udgivet i 1974, blev startskuddet på gruppens kommercielle succes. Albummet blev nr. 4 i England, støttet af top-10-singlen '"Dreamer". Dens B-side "Bloody Well Right" nåede op blandt Top 40 på den amerikanske hitliste i maj 1975. Siebenberg har senere bemærket, at han mente, at bandet nåede dets kunstneriske højdepunkt på dette, deres tredje album, selvom deres største kommercielle succes først kom senere.
Bandet fortsatte med Crisis? What Crisis? (1975) og Even in the Quietest Moments (1977). I løbet af denne periode flyttede bandet til USA og flyttede sig efterhånden fra deres tidlige albums progressive stilart hen mod mere sang-orienteret popmusik.
Denne udvikling nåede sit højdepunkt på deres mest populære album, Breakfast in America (1979), som blev #3 i Storbritannien og nr. 1 i USA og havde fire populære singler, "The Logical Song", "Take the Long Way Home", "Goodbye Stranger" og "Breakfast in America". Albummet er på verdensplan blevet solgt i over 18 millioner eksemplarer.
Gruppens succes stoppede dog ved albummet Paris fra 1980, et 2-LP-livealbum, hvorpå bandet prøvede at forbedre studieversionerne af deres sange. Interessant nok indeholdt albummet næsten alle sangene fra Crime of the Century, i stedet for at fokusere på sange fra det meget populære Breakfast in America.
Hodgson og Davies' forskellige stilarter indenfor sang og sangskrivning gav disse album et specielt kontrapunkt med kontrasten mellem Davies' faste blues-rock og sange om ulykkelig kærlighed ("Another Man's Woman", "From Now On", "Goodbye Stranger") og Hodgsons tankefulde introspektion ("Dreamer", "School", "Fool's Overture", "The Logical Song"), men Hodgson følte, at han og Davies i stigende grad skrev deres sange uafhængigt af hinanden og, at det blev sværere at få samlet sangene på ét album, så han forlod bandet efter deres turné for det næste album, ...Famous Last Words... (1982), som indeholdt Top 20-hittet "It's Raining Again" og Top 40-hittet "My Kind of Lady".
Roger Hodgson forlod Supertramp i 1983 på grund af et ønske om at begynde en solokarriere og fordi han ville prioritere sit familieliv med sine to børn. Han udgav sit første soloalbum, In the Eye of the Storm, i 1984.
Supertramp fortsatte uden Hodgson og udgav Brother Where You Bound samme år. På dette album var bl.a. en Top 30-hitsingle, "Cannonball" og "Brother Where You Bound", et 16 minutter langt nummer med bl.a. guitarsoloer fra Pink Floyds David Gilmour; albummet blev nr. 21 på de amerikanske hitlister. 
Albummet Free as a Bird fra 1987 viste bandet på vej ind i 1980'ernes lydbillede, med brug af bl.a. elektroniske trommer og flere messingblæsere end tidligere. Albummet solgte kommercielt ikke godt, men Supertramp tog alligevel på turné.
Crowded House's Mark Hart var trådt til som guitarist i stedet for Roger Hodgson.
Free as a Bird indeholdt også mere ligefremme sange, deriblandt "I'm Beggin' You", som blev nr. 1 på de amerikanske dance charts, hvilket kan virke som en lidt spøjs bedrift for et "art rock"-band.
Efter turnéen i 1987 forlod Thomson bandet efter en strid med Davies om brugen af Hodgsons sange til livekoncerter: Disse sange blev ofte sunget af Crowded House's Mark Hart, der havde erstattet Hodgson på scenen, og den skotske bassist var meget imod dette. Da Supertramp blev genforenet i 1997 afslog Thomson en invitation om at vende tilbage og stoppede helt med at spille.
På det tidspunkt var Supertramp reelt set opløst, selvom der dog blev udgivet to opsamlingsalbum i starten af 1990'erne.
I 1993 prøvede Davies og Hodgson at genforene bandet, men dette forsøg mislykkedes efter Hodgson trak sig. Flere har spekuleret i, at det skyldtes Davies' fokus på penge kontra Hodgsons fokus på kunstnerisk frihed, samt det faktum, at Davies krævede, at hans kone Sue skulle være gruppens manager.[kilde mangler]
I 1997 fik Davies endelig samlet Supertramp med de tidligere medlemmer Helliwell, Siebenberg og Hart og en række nye musikere. Resultatet blev Some Things Never Change, et album. som prøvede at vende tilbage til dem tidligere Supertramp-stil.
I begyndelsen af 2002 udgav bandet endnu et album, Slow Motion.

## Medlemmer
Oprindelige medlemmer:
- Rick Davies – vokal, Keyboard, mundharmonika;
- Roger Hodgson – vokal, elektriske og akustiske guitarer, bas, piano, keyboard, cello, flageolet;
- Richard Palmer (eller Palmer-James) – vokal, elektrisk guitar, akustisk guitar, balalajka;
- Robert Millar – percussion, mundharmonika;

Medlemmer som sluttede sig til bandet efter Palmer og Millar forlod det:
- Frank Farrell – baggrundsvokal, bas, piano, harmonika;
- Kevin Currie – percussion;
- Dave Winthrop – vokal, fløjter, saxofoner;

Medlemmer som senere kom ind i bandet – i bandets succesperiode:
- Dougie Thomson – bas;
- Bob Siebenberg (eller C. Benberg) – trommer, percussion;
- John Helliwell – saxofon, træblæsere, baggrundsvokal, lejlighedsvis keyboard, melodica;

Medlemmer som kom ind i bandet efter Roger Hodgson forlod det:
- Mark Hart – vokal, keyboard, guitarer;
- Cliff Hugo – bas;
- Lee Thornburg – baggrundsvokal, basun, trumpet;
- Carl Verheyen – guitarer;
- Tom Walsh – percussion, trommer;
- Jesse Siebenberg (eller C. Benberg) – baggrundsvokal, percussion

## Trivia
- Supertramp har afslået et tilbud på 5 millioner USD fra Greyhound Lines for at bruge deres sang Take The Long Way Home i busreklamer.

- Bandets navn er taget fra W. H. Davies' roman The Autobiography of a Super-Tramp fra 1908.

- Chris McCandless brugte pseudonymet "Alexander Supertramp" på sin skæbnesvangre rejse gennem Alaska, som blev omtalt i Into the Wild af Jon Krakauer.

- I 2004 stiftede syv fans The Logical tramps (eller Logicaltramp) og begyndte at optræde live i Storbritannien som en hyldest til Supertramp. John Helliwell og Roger Hodgson har begge rost bandet. Helliwell var endda en aften på scenen og spille sammen med bandet.

- Den instrumentale del af sangen "Child of Vision" er kendingsmelodi for det populære underholdningsprogram, Kviskoteka, som blev sendt i Kroatien igennem 1980'erne og 1990'erne.

- En instrumental del af sangen "Fool's Overture" var kendingsmelodi for det canadiske CTV-nyhedsmagasin W-FIVE i løbet af 1970'erne og de tidlige 1980'ere.

- "Cupid's Chokehold" af Gym Class Heroes er et hiphop-remix af "Breakfast in America".

- The Jesus and Mary Chain har en sang med titlen "Supertramp" på deres album Munki fra 1988.

- Bob Siebenberg brugte navnet Bob C. Benberg som en immigrationsfidus i Storbritannien. fordi han opholder sig i landet ulovligt.

## Diskografi

### Studiealbum
| Udgivelsesdato | Titel                        |
| -------------- | ---------------------------- |
| Juli 1970      | Supertramp                   |
| Juni 1971      | Indelibly Stamped            |
| September 1974 | Crime of the Century         |
| November 1975  | Crisis? What Crisis?         |
| April 1977     | Even in the Quietest Moments |
| Marts 1979     | Breakfast in America         |
| Oktober 1982   | ...Famous Last Words...      |
| Maj 1985       | Brother Where You Bound      |
| 1987           | Free as a Bird               |
| 3. juni 1997   | Some Things Never Change     |
| 23. april 2002 | Slow Motion                  |

Andre album
- Paris (1980, live)
- The Autobiography of Supertramp (1986) – også udgivet i USA som Classics Volume 9, som en del af A&M's 25-års jubilæumsserie.
- Live '88 (1988, live)
- It Was The Best Of Times (1999, live)
- Is Everybody Listening? (2001, live) – bootleg af en koncert fra 1975 også kendt som Dreamers
- Retrospectacle - The Supertramp Anthology (2005)

### Singler
- Forever / Your Poppa Don't Mind (1971)
- Land Ho / Summer Romance (1974)
- Dreamer / Bloody Well Right (1974) (NL[81]#36)
- Dreamer / You Started Laughing (1974)
- Bloody Well Right / If Everyone Was Listening (1975) #35 US
- Lady / You Started Laughing (When I Held You In My Arms) (1975)
- Sister Moonshine / Ain't Nobody But Me (1976)
- Give a Little Bit / Downstream (1977) #15 US (NL[77]#2)
- Babaji / From Now On (1977)
- From Now On / Dreamer (1977)
- The Logical Song / Just Another Nervous Wreck (1979) #6 US (NL[79]#20)
- Breakfast in America / Gone Hollywood (1979) (NL[79]#16)
- Goodbye Stranger / Even In The Quietest Moments (1979) #15 US
- Take the Long Way Home / Rudy (1979) #10 US
- Take the Long Way Home / From Now On (1979)
- Dreamer [live] / From Now On [live] (1980) #15 US
- Breakfast In America (live) / You Started Laughing (live) (1980) #62 US
- Dreamer (live) / You Started Laughing (live) (1980)
- It's Raining Again / Bonnie (1982) #11 US (NL[82]#6)
- Crazy (1983)
- My Kind of Lady / Know Who You Are (1983) #31 US
- Still in Love / No Inbetween (1985)
- Cannonball / Ever Open Door (1985) #28 US (NL[85]#35)
- Better Days / No Inbetween (1985)
- I'm Beggin' You / No Inbetween (1987)
- Free as a Bird / I'm Beggin' You [ENG] (1988)
- Free as a Bird / Thing For You (1988)
- School (Kun NL[90]#33)
- You Win, I Lose (1997)
- Listen To Me Please (1997)

### Officielle websider
- Supertramps officielle webside
- Supertramps karriere på A&M Records med gallerier og international diskografi
- Supertramp på Classicbands.com

### Andre sider
- Supertramps historie – en detaljeret oversigt Arkiveret 12. januar 2007 hos  Wayback Machine